# نظام سيري دي ريفيير
نظام سيري دي ريفيير هو مجموعة من التحصينات التي المبنية منذ عام 1874 على طول الحدود والتلال والسواحل الفرنسية. تم تسمية التحصينات على اسم مهندسها العميد ريموند أدولف سيري دي ريفيير. كانت القلاع قديمة الطراز بحلول عام 1914، ولكن تم استخدامها خلال الحرب العالمية الأولى.

## خلفية

### لجنة الدفاع

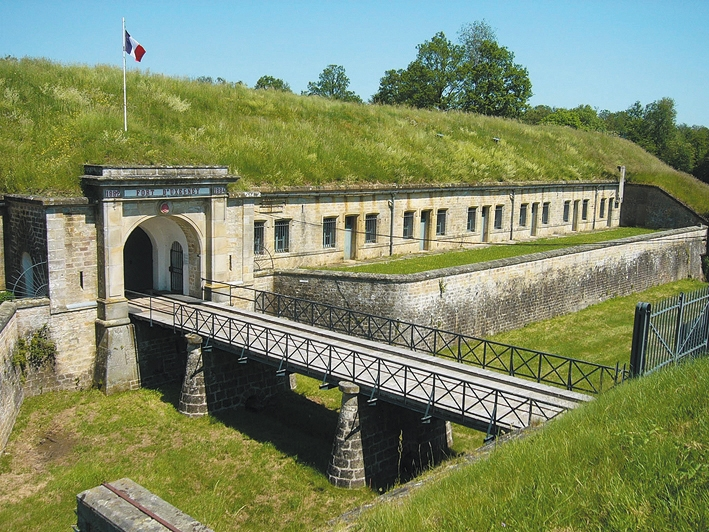
مدخل حصن أوكسيجني

في أعقاب الحرب الفرنسية البروسية في عامي 1870 و1871، وجدت فرنسا نفسها ضعيفة للغاية ومعزولة عن بقية أوروبا، ومهددة من قبل ألمانيا، ومتضررة من خسارة الألزاس واللورين. في نفس الوقت الذي غادرت فيه آخر القوات الألمانية، أنشأت فرنسا لجنة الدفاع (Comité de défense)، التي نشطت بين عامي 1872 و1888، وكانت مهمتها إعادة تنظيم الدفاع عن الحدود والسواحل الفرنسية. كان من الضروري تعويض الأراضي المفقودة في الشمال الشرقي؛ وتحديث التحصينات القديمة، التي تبين أنها ناقصة في الحرب الأخيرة، وإنشاء تحصينات جديدة مقاومة للأسلحة الحديثة باستخدام متفجرات جديدة وأكثر قوة.
أُنشئت اللجنة بموجب مرسوم رئاسي في 28 يوليو 1872، من تسعة أعضاء من وزارة الحرب وممثلين عن المدفعية والهندسة العسكرية. تم تعيين الجنرال سيري دي ريفيير، قائد الهندسة في فيلق الجيش الثاني في فرساي، أمينًا للجنة في عام 1873، وفي 1 فبراير 1874 تمت ترقيته إلى رئيس المهندسين. أعيد انتخاب سيري دي ريفيير رئيسًا للجنة عدة مرات، مع منحه كافة الصلاحيات اللازمة لتحقيق أفكاره دون معارضة. بدأت الأعمال الأولى لنظام التحصين الفرنسي الجديد في عام 1874. في عام 1880، عندما كان العمل متقدمًا بالفعل وبعد بعض التنافسات الداخلية والمناورات السياسية، أُزيل الجنرال سيري دي ريفيير من اللجنة ولكن العمل استمر.

### تحصينات 1874
منذ التحصينات التي بناها فوبان في القرن السابع عشر، لم تتطور التكنولوجيا الدفاعية خلال القرن التاسع عشر. خلال الحرب الفرنسية البروسية، أصبحت عيوبهم واضحة، حيث لم يعد بإمكان "القلعة المنيعة" مقاومة الهجوم. لقد كان من الضروري إعادة التفكير في النقاط القوية وتكييفها مع الزيادة الهائلة في القدرة التدميرية للمدفعية. ولقد اختفت القلاع المحيطة بالمدن. كان من المقرر نقل الحصون إلى حوالي 12 كـم (7.5 ميل) خارج المدن لإبقاء الخصم خارج مدى مدفعية مركز المدينة. كان من المقرر بناء حلقات من الحصون، مع مراعاة التباعد بينها بحيث تسمح بتغطية الفواصل بينها. تخلت الحصون الجديدة عن مبدأ الحصن، الذي أصبح أيضًا عتيقًا بسبب التقدم في التسليح. كان المخطط عبارة عن مضلع مبسط، محاط بخندق مغطى بأعمدة من الحديد. تم تصميم الحصون المبنية من البناء والحجر المصبوب لحماية حاميتها من القصف، وتم وضع المدفعية فوق الحصن في العراء. كانت إحدى ميزات النظام الجديد تتمثل في بناء ستائر دفاعية، وخط خارجي من الحصون، مدعوم بحلقة داخلية أو خط وقف الحصون في نقاط حيوية من التضاريس أو التقاطعات، إلى جانب عدد كبير من البطاريات الساحلية. يمكن العثور على أمثلة من النوع الأول في فردان، وتول، وإبينال، وبلفيورت في الشمال الشرقي، وكذلك في باريس وبريست. يمكن العثور على النوع الثاني من التحصينات في مانونفيلر ومورت وموزيل وبورليمونت (فوج).

### أزمة القذائف المتفجرة

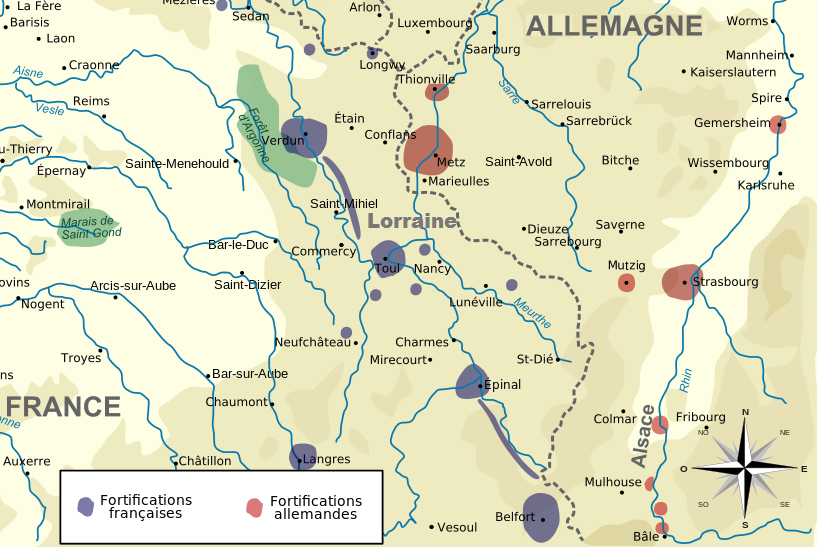
خريطة الجزء الجنوبي من النظام، 1914

من عام 1883 إلى عام 1885، حدثت ثورة في المدفعية، مع إدخال مواد وتقنيات جديدة، ولا سيما إدخال المدفعية ذات التحميل الخلفي، والمدفعية المخددة، والمتفجرات الأكثر قوة، مثل حمض البكريك. وقد أدت التطورات إلى مضاعفة قوة المدفعية ضد التحصينات. أشارت الاختبارات التي أجريت على حصن مالمايسون، جنوب لاون، في عام 1886 إلى أن الحصون الحجرية لم يكن لديها مقاومة تذكر للذخيرة الجديدة وأن المدفعية على هياكلها الفوقية كانت ضعيفة للغاية. كانت الخرسانة عالية القوة أكثر مقاومة للمتفجرات من البناء. إن تطوير الخرسانة المسلحة من شأنه أن يجعل التحصينات الجديدة أكثر مقاومة للمتفجرات الجديدة. كانت الحصون المستخدمة بالفعل تشكل نسبة كبيرة من النظام، وتم تخفيض مستوى بعض الحصون وتم تغطية البعض الآخر بالخرسانة التي دفنت الأجزاء المعرضة للخطر، مثل المخازن، خلف المواد الجديدة.

## تكنولوجيا جديدة

### الدروع
سمح التقدم في صناعات الحديد والصلب للحصون الجديدة باستخدام الدروع بطرق جديدة. في عام 1875، تم استخدام نظام موغان للدروع الرقائقية، باستخدام الحديد المدلفن، لأول مرة في الخنادق لتوفير الحماية ضد المدافع الميدانية. أفسح الحديد المدلفن المجال للحديد الزهر، مما وفر الحماية ضد بنادق الحصار الثقيلة. كما ابتكر موجين برج موجين، وهو برج دوار من الحديد الزهر للمدافع عيار 155 ملم (6.1 بوصة). لم يكن الحديد الزهر مناسبًا تمامًا للحماية من القذائف المتفجرة واستبدل في عام 1882. في عام 1885، تم استبدال الفولاذ بالحديد الزهر. يمكن للأبراج غير القابلة للسحب أو غير القابلة للكسوف تجنب الضرر الناجم عن النيران المباشرة لحوامل مدفعها فقط من خلال مواجهة بعيدًا عن اتجاه إطلاق النار. تم تطوير الأبراج الكسوفية التي كانت قابلة للسحب، بحيث تترك فقط أسطحها العلوية مكشوفة. كانت هذه الأبراج باهظة الثمن ومعقدة، وكانت تسبب مشاكل خطيرة فيما يتعلق بالضوضاء والتهوية، ولكن ثبت أنها فعالة. تم استخدام المدفعية المقفصة قدر الإمكان، بسبب انخفاض التكلفة. في حين تم تدريع الأسلحة الثقيلة، تم أيضًا حماية الأسلحة الخفيفة والمراقبين. تم تطوير مجموعة من المدافع الرشاشة المدرعة ومواقع المراقبة وتم تثبيتها على نطاق واسع.

### المنظومة

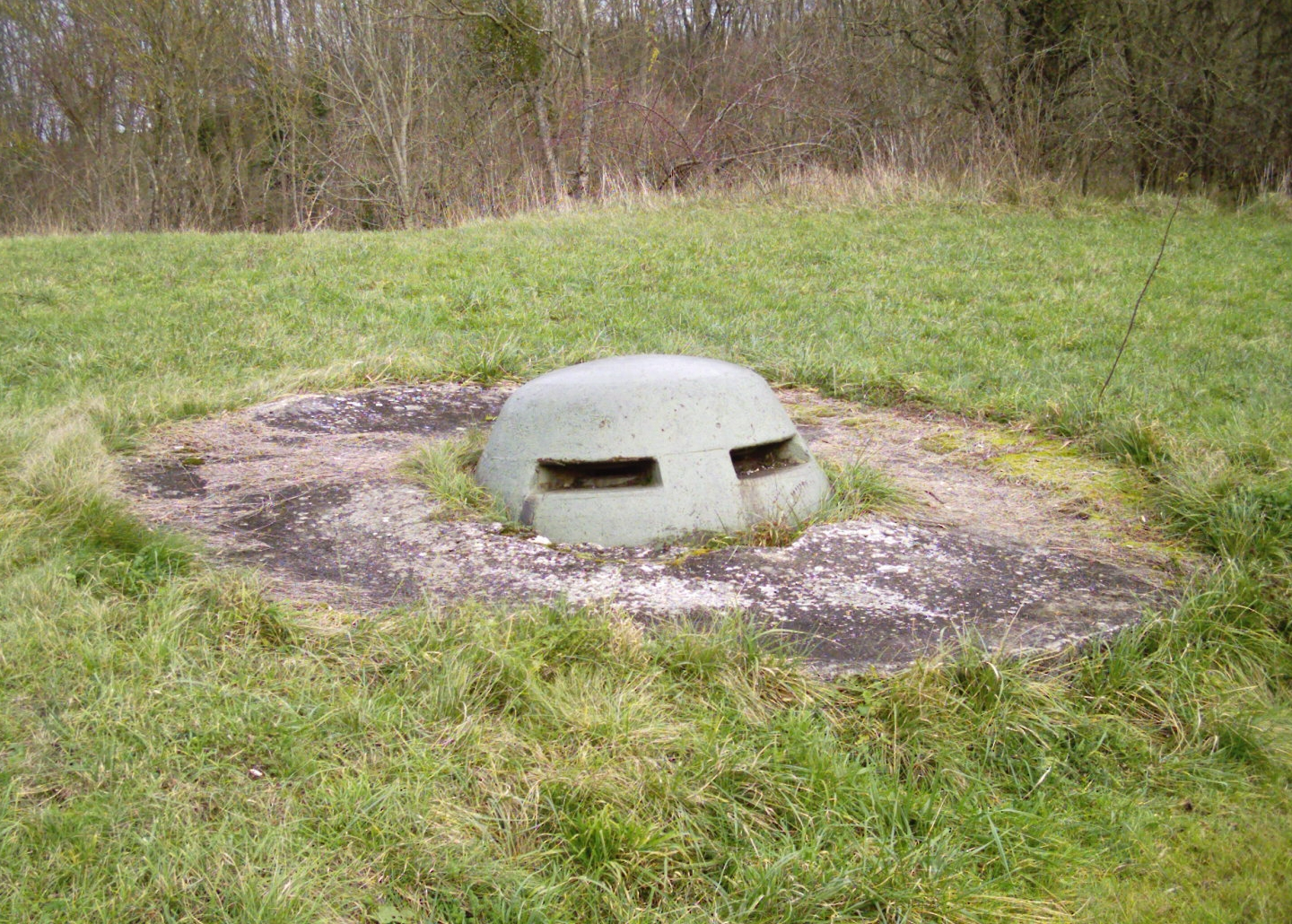
المرصد المدرع (فورت دي فيلي لو سيك).

يتضمن النظام مدنًا محصنة وستارات دفاعية. وكان الهدف من هذه المدن توفير مواقع لشن هجوم مضاد في نهاية المطاف، في حين كان الستار الدفاعي يمنع مرور المهاجم. لم تكن السواتر متواصلة وتم ترتيبها لتوجيه هجوم إلى خط ثانوي من المدن المحصنة. وكانت هناك أنظمة أخرى تهدف إلى تأخير تقدم الهجوم من أجل بناء القوات الدفاعية. تتكون النقطة الدفاعية النموذجية من دائرة من الحصون حول مدينة تبعد حوالي 10 كـم (6.2 ميل) من المركز. كانت الحصون قادرة على تقديم الدعم المتبادل، وكان بإمكانها إطلاق النار على بعضها البعض لقمع الهجمات. تم توفير أعمال أصغر لدعم المشاة في الفترات الفاصلة بين الحصون، والتي وفرت المأوى للمشاة أثناء القصف، وبعضها احتوى على مدفعية احتياطية. شبكة إمداد مكونة من خطوط سكك حديدية بطول 60 سم (24 بوصة) ممتدة خلف الخطوط. وتعرف باسم نظام بيتشو؛ وقد تم تركيبها لأول مرة في تول وتم اعتمادها بشكل عام في عام 1888.

### الحصون

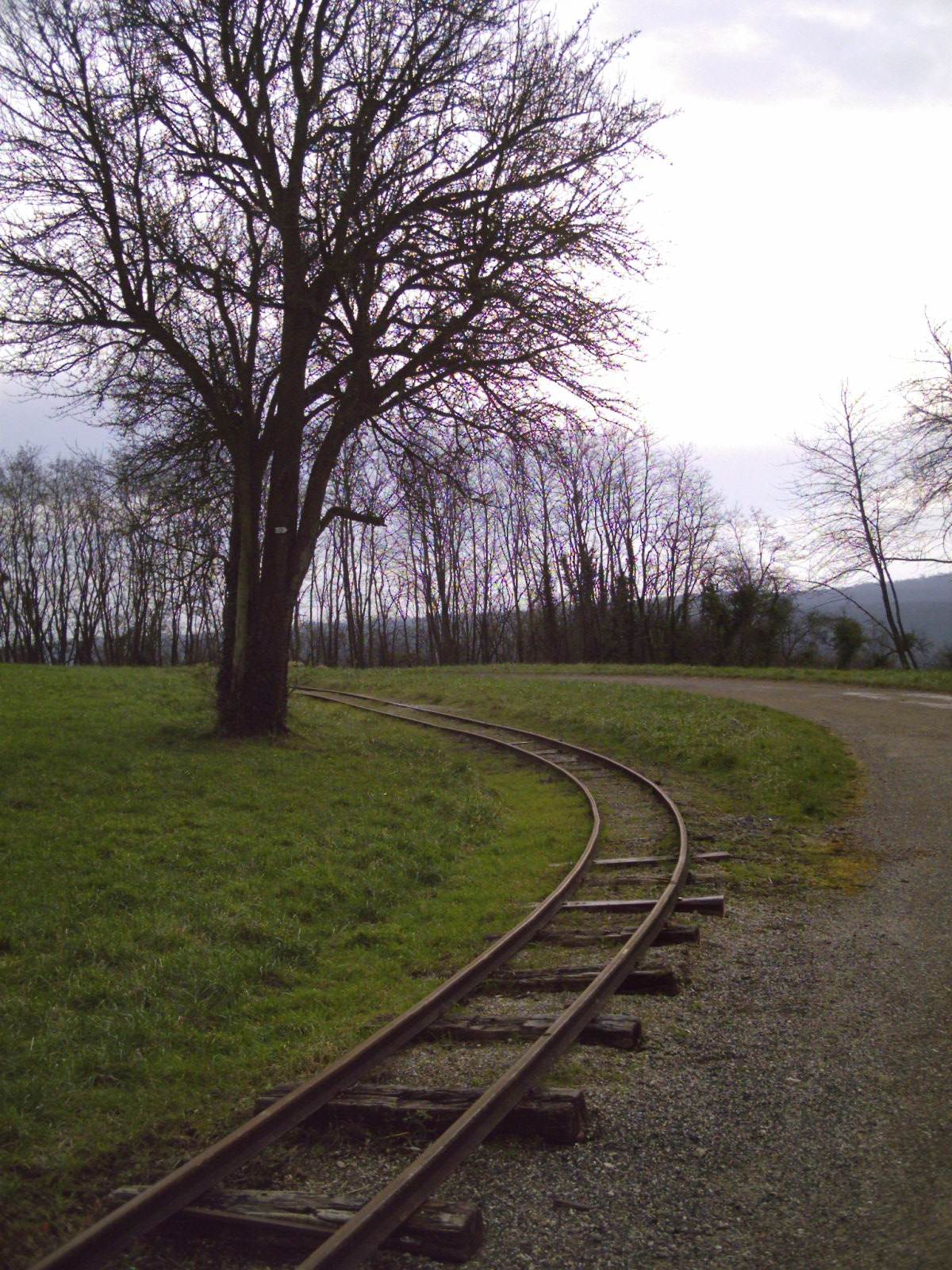
السكك الحديدية العسكرية في فورت دي فيلي لو سيك.

تم بناء ثلاثة أنواع من الحصون، حصون التوقف، وحصون الحجب، وحصون الدفاع النقطية؛ ويمكن تصنيف الحصون بشكل أكبر حسب حالة التحديث التي وصلت إليها. كان من المفترض أن تكون الحصون المتوقفة مستقلة، وقادرة على العمل إذا كانت معزولة عن بقية النظام وتضمن دفاعها الخاص. يمكن لهذه الحصون أن تطلق النار في جميع الاتجاهات. كانت الحصون الحاجزة تهدف إلى تقديم الدعم المتبادل للآخرين من نوعها، وكانت تدافع عنها عمومًا على جبهة واحدة. ركزت مدفعيتهم على مناطق سيطرة محددة.

#### حصون الجيل الأول
قبل التحديث، كانت هذه الحصون مبنية بالكامل من الحجارة، باستخدام كميات كبيرة من الحجارة المشكلة. تم تزويد الحصون بخندق يبلغ عرضه 6–12 م (20–39 قدم) ويحده الجدار الرئيسي للحصن من جهة وحاجز صخري من الجانب المقابل. كانت الخنادق من السمات غير العادية في النظام؛ وكانت معظم الخنادق جافة. كانت بعض الجدران مسننة للدفاع وكان العديد منها مزودًا بقناصة بزوايا لإطلاق النار على طول الخندق. كان الدخول عادة عن طريق الجسر المتحرك. داخل محيط الحصن كانت هناك ثكنات متعددة الطوابق ذات واجهات تواجه الساحات الداخلية. كانت الثكنات عادة جزئيًا غائرة في الجدران، وكانت تتضمن قاعات طعام ومطابخ وصهاريج مياه. تم دفن مخازن البارود للحماية من المدفعية، ووضعها خلف أبواب مزدوجة مقفلة ثلاثية، وإضاءتها بشكل غير مباشر من غرف المصابيح لمنع الانفجار العرضي. تم نشر المدفعية فوق الأسوار، وتم توفير الملاجئ للذخيرة الجاهزة. في بعض الحالات، كانت المدفعية في قلاع مدرعة أو أبراج موجين. تم توفير مواقع مشاة خاصة للدفاع عن الخندق.

#### الحصون الحديثة

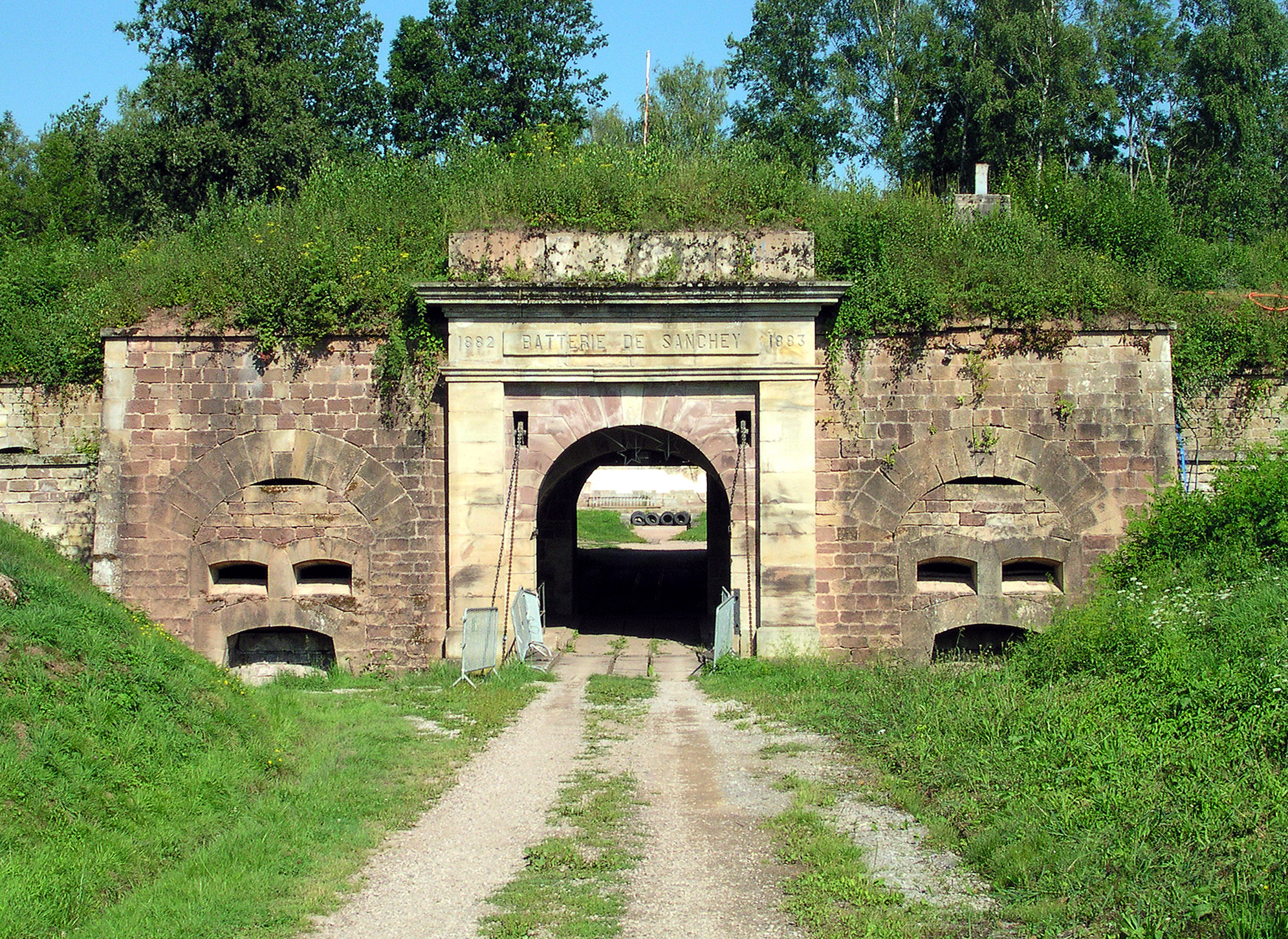
مدخل بطارية سانشي، بالقرب من إيبينال

بعد ظهور القذيفة المتفجرة تم تحديث أهم الحصون. تم وضع غطاء من الخرسانة فوق البناء للحماية من المدفعية الجديدة. في بعض الحالات، تم بناء الخنادق الخرسانية، وترك الخنادق الحجرية وحدها. كانت الأماكن الأكثر عرضة للخطر في الحصن هي المخازن، والتي كانت في الحصون الحديثة متفرقة ومدفونة على عمق أكبر. تم إنشاء مسارات محمية على طول الأسوار، جنبًا إلى جنب مع منافذ سالي المحمية التي تؤدي إلى الخندق والمعارض داخل المنحدرات المواجهة للخلف باتجاه الحصن. تم إزالة المدفعية من الأسوار ووضعها تحت غطاء من الخرسانة. كان عدد الأسلحة الجديدة الأقل فعالية مثل البطاريات السابقة. كما تم توفير مواقع المشاة الخفية وأغطية المراقبة. تم تزويد الحصون الأحدث في هذا الوقت بمحطات كهربائية مركزية.

#### الحصون بعد عام 1885
تم بناء هذه الحصون من الخرسانة منذ البداية ولكن بسبب تخفيضات الميزانية كانت أصغر من الحصون السابقة.

### ارتجال زمن الحرب
أثناء معركة فردان، قامت القوات، تحت القصف وخوفًا على الحصن الخرساني، بحفر صالات جديدة تحت الحصن للمأوى وأماكن المعيشة. كانت بعض هذه الغرف متصلة ببعضها البعض من خلال التحصينات المجاورة، مما ينبئ بأنظمة خط ماجينو المتصلة.

## قراءة إضافية
- Donnell، Clayton (2010). The Fortifications of Verdun, 1874–1917. Fortress (No. 103). Oxford: Osprey. ISBN:978-1-84908-412-3.

## روابط خارجية
- Les Forts Séré de Rivières باللغة الفرنسية
- فهرس التحصينات الفرنسية 1874-1914: جرد تحصينات نظام سيري دي ريفيير باللغة الفرنسية
- صور لحصون Séré de Rivières المهجورة باللغة الفرنسية